# Saint-Bernard-de-Lacolle
Saint-Bernard-de-Lacolle är en kommun i provinsen Québec i Kanada. Den ligger i regionen Montérégie, i den sydöstra delen av landet, 180 km öster om huvudstaden Ottawa. Antalet invånare var 1 542 vid folkräkningen 2021. Landarean är 113 kvadratkilometer.